# Operation Te und Operation Wa
Luzon

Mindoro – Lingayen  – Bataan – Manila – Corregidor
Visayas

Leyte – TE/WA – Panay – Simara – Negros – Cebu City
Mindanao

Bukidnon – Maguindanao/Cotabato – Davao
Operationen zur See

Convoy Hi-71 – Shin'yō Maru Vorfall – Formosa  – Golf von Leyte – Bucht von Ormoc – Convoy Hi-81 – Südchinesisches Meer – Taipeh  – Schlacht am 24. Juli 1945
Die Operation Te und Operation Wa waren militärische Operationen im Zweiten Weltkrieg, die vom 5. bis 11. Dezember 1944 im Rahmen des Pazifikkrieges vom Kaiserlich Japanischen Heer ausgeführt wurden. Während Operation Te (テ号作戦, Te-gō sakusen) ein Unternehmen der Fallschirmtruppe des Kaiserlich Japanischen Heeres war, wurde Operation Wa (ワ号作戦, Wa-gō sakusen) von den Bodentruppen des Heeres durchgeführt. Ziel war, mehrere Flugplätze, die den amerikanischen Streitkräften während der Schlacht um Leyte in die Hände gefallen waren, wieder zurückzuerobern oder zu zerstören. Die Operationen endeten in einem Fehlschlag, da der angerichtete Schaden bereits nach zwei Tagen behoben war.

## Strategische Bedeutung der Philippinen
Am 17. Oktober 1944 waren amerikanische Truppen auf Leyte gelandet und begannen die Rückeroberung der Philippinen. Für die Japaner war es kriegsentscheidend, die Philippinen unter ihrer Kontrolle zu behalten, weil amerikanische Truppen von dort aus die japanischen Verbände im Pazifik von den restlichen kaiserlich japanischen Streitkräften in China, Burma und Indochina isolieren konnten. Die Philippinen konnten von den Amerikanern, im Falle einer späteren Rückeroberung von Borneo oder Singapur, als vorgeschobene Operationsbasis benutzt werden und auch als Basis für Luftangriffe dienen. Außerdem war der Archipel für die japanische Kriegsindustrie eine sehr wichtige Quelle für Versorgungsgüter, speziell für Gummi und Leinen. Strategisch waren die Philippinen für Japan eine Schlüsselposition auf den Seerouten von Borneo und Sumatra, auf denen das kriegswichtige Erdöl nach Japan transportiert wurde. Die Japaner waren gewillt, immense Verluste in Kauf zu nehmen, um den Vormarsch der US-Truppen aufzuhalten bzw. zu verzögern.

## Vorgeschichte

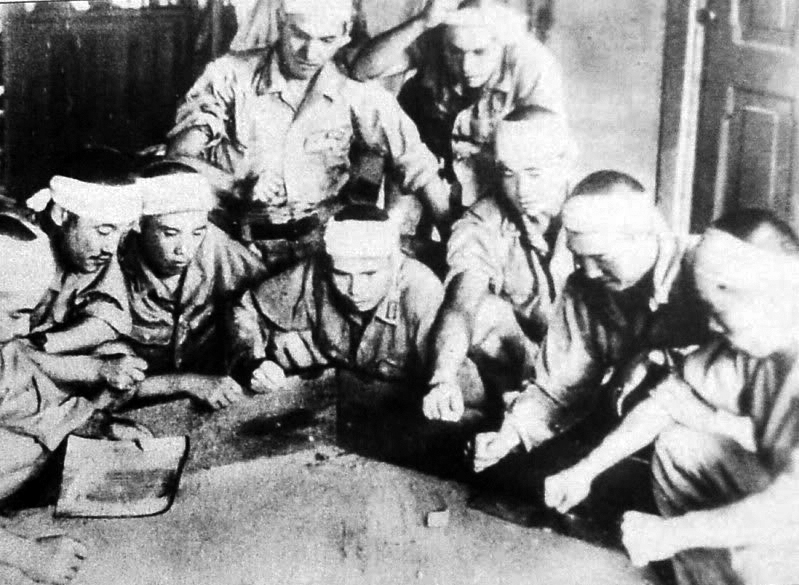
Japanische Heeres-Fallschirmjäger betrachten ein Modell der Burauen-Flugplätze in Vorbereitung der Operation Te

### Planung Operation Te
Im November 1944 hatten die Japaner die Operation Gi, eine Luftlandeaktion gegen von den Amerikanern besetzte Flugplätze, unternommen. Das Unternehmen war ein Fiasko, doch das nächste Unternehmen, gegnerische Flugplätze anzugreifen, sollte mit größeren Verbänden und in besserer Abstimmung erfolgen. Bereits vor der Operation Gi hatten die 14. Regionalarmee und die 4. Luftarmee unter General Tominaga Kyoji mit Plänen für den nächsten Angriff begonnen. Geplant war, die Operation Te (Luftlandeangriff) und die Operation Wa (Bodenoffensive) gemeinsam auszuführen. Dafür wurde im September 1944 die 2. Luftsturmbrigade, bestehend aus dem 3. und 4. Luftsturmregiment, unter dem Befehl von Oberst Tokunaga Kenji gegründet. Ihr militärischer Codename war Takachiho (auch Takachiho-Einheit), benannt nach einer Stadt in Zentral-Kyushu, der mystische Bedeutung in der Shintō-Legende nachgesagt wurde.
Am 25. Oktober beorderte das Daihon’ei (Kaiserliche Generalhauptquartier) die 2. Luftsturmbrigade auf die Philippinen. Das 3. Luftsturmregiment unter Major Shirai Tsuneharu verließ Japan am 30. Oktober an Bord des Flugzeugträgers Jun’yō, um vor Angriffen von amerikanischen U-Booten und Fliegern geschützt zu sein, und traf am 11. November in Manila auf Luzon ein. Der Führungsstab der 2. Luftsturmbrigade traf am selben Tag per Lufttransport ein. Das 4. Luftsturmregiment unter Major Saida Chisaku verließ Japan am 3. November 1944 auf dem gefährlicheren Seeweg auf dem Transportschiff Akagisan Maru und traf am 30. November bei San Fernando auf Luzon ein. Auf der Clark Air Base nördlich von Manila versammelte sich schließlich die 2. Luftsturmbrigade, allerdings ohne das 1. und 2. Luftsturm-Flieger-Regiment, die auf Formosa verblieben waren.

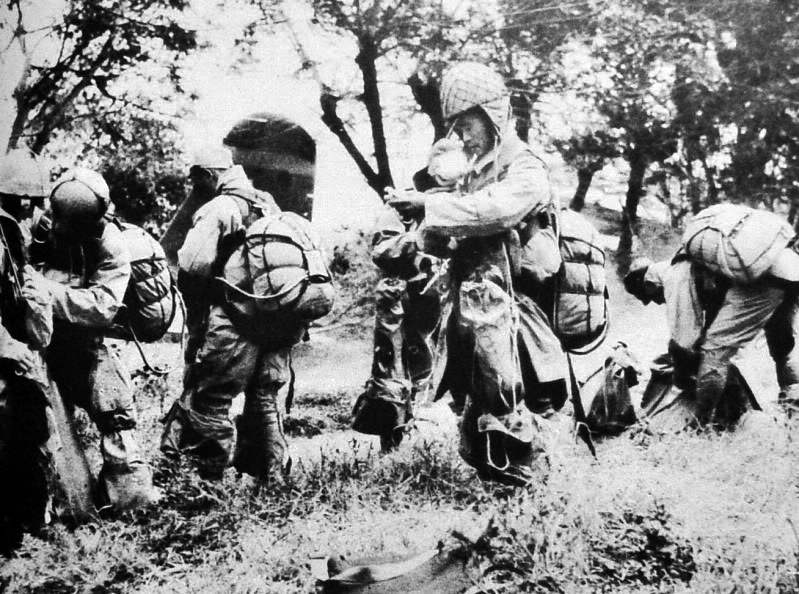
Heeres-Fallschirmjäger beim Anlegen des Fallschirmgeschirrs kurz vor dem Start

Für Operation Te war das 3. Luftsturmregiment und Teile des 4. Luftsturmregiments in drei, teilweise gemischte, Angriffswellen aufgeteilt. Der Plan sah vor, dass Typ 100 Helen-Bomber mit den Fallschirmjägern an Bord eine Bruchlandung direkt auf den gegnerischen Flugplätzen ausführen sollten. Nach erfolgter Landung sollten die primären Angriffsobjekte wie parkende Flugzeuge und Versorgungsgüter mit Sprengladungen vernichtet werden. Weitere Fallschirmjäger sollten aus Topsy-Transportern abspringen und die US-Truppen sowie die Flugabwehr ausschalten.

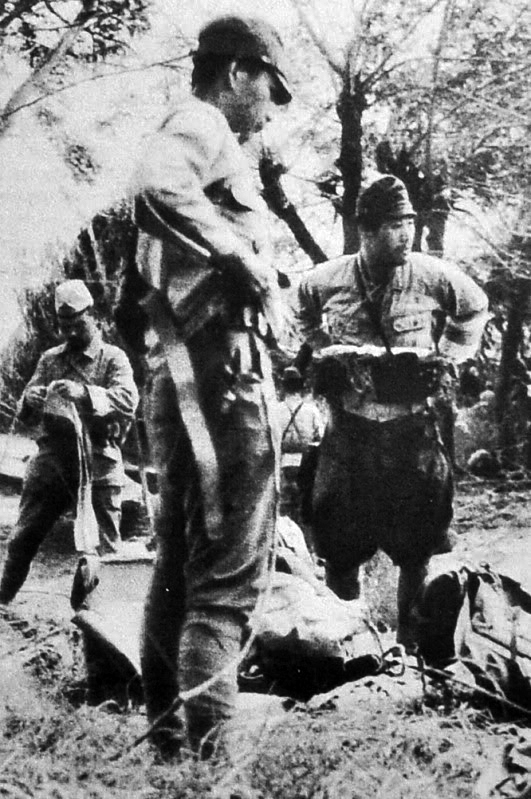
Major Shirai Tsuneharu, Kommandeur des 3. Luftsturmregiments, und sein Adjutant Hauptmann Kohno kurz vor dem Start zur Operation Te

Gliederung der Truppen für die Ziele wie folgt:
1. Angriffswelle
- Burauen Süd Flugplatz
  - 204–260 Mann (3. und 4. Luftsturmregiment)
  - 17× Typ 100 Topsy
- Burauen Nord Flugplatz
  - 72 Mann (3. Luftsturmregiment)
  - 6× Typ 100 Topsy
- San Pablo Flugplatz
  - 24–36 Mann (4. Luftsturmregiment)
  - 3× Typ 100 Topsy
- Dulag Flugplatz
  - 20 Mann (3. Luftsturmregiment)
  - 84 Mann (4. Luftsturmregiment)
  - 7× Typ 100 Topsy
  - 2× Typ 100 Bomber
- Tacloban Flugplatz
  - 44 Mann (4. Luftsturmregiment)
  - 2× Typ 100 Topsy
  - 2× Typ 100 Bomber

2. Angriffswelle
- 3. Kompanie (3. Luftsturmregiment)
- Feuerunterstützungs-Kompanie (3. Luftsturmregiment)
- Signal-Einheit (3. Luftsturmregiment)

3. Angriffswelle
- 80 Mann (3. Luftsturmregiment)

### Planung Operation Wa
Die 14. Regionalarmee hatte die 16. und 26. Division damit beauftragt, die Operation Te mit gleichzeitig zu erfolgenden Angriffen zu unterstützen. Die 26. Division sollte Mahonag angreifen, während die 16. Division Richtung Burauen auf die dort vorhandenen Flugplätze vorstoßen sollte.

## Gefechtsablauf

### 5.Dezember

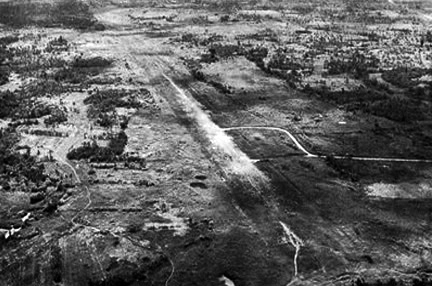
Flugfeld San Pablo, Dezember 1944

Der kombinierte Angriff der japanischen Luft- und Landstreitkräfte war für den 5. Dezember vorgesehen, doch schlechtes Wetter über Leyte zwang die Transportflugzeuge am Boden zu bleiben. Die 16. und 26. Division waren von der Verschiebung des Angriffbeginns nicht informiert worden und begannen gegen Abend ihre Angriffe aus den Bergen heraus.

### 6.Dezember
Um 15:40 Uhr am 6. Dezember starteten 35 Transportflugzeuge und 4 Bomber vom Clark Airfield. Sobald sie Leyte erreicht hatten, begann schweres Flakfeuer, das die Piloten, die Burauen angesteuert hatten, so verwirrte, dass sie stattdessen die Fallschirmjäger über dem San-Pablo-Flugfeld absetzten. Nur Major Shirai Tsuneharu und ca. 60 Mann sprangen über Buri ab. Die Transporter, die Dulag und Tacloban angeflogen hatten, wurden alle abgeschossen.
Die Gegend um Burauen wurde von der 11th Airborne Division verteidigt, die am 18. November auf dem Seeweg auf Leyte eingetroffen war. Die amerikanischen Fallschirmjäger hatten sich in viele kleinere Einheiten aufgeteilt, um das ihnen zugewiesene Gebiet überwachen zu können. Dabei nutzten sie 35 Piper L-4 Kurierflugzeuge, um Verbindung untereinander zu halten und Nachschub aus der Luft abzuwerfen. Einheiten des 127. Pionier-Bataillons waren in der Nähe des Bayug-Flugfeldes positioniert, während das Divisions-Hauptquartier in der Nähe San Pablos lag.
Um 18:00 Uhr erschienen die japanischen Transportflugzeuge und bald waren am Himmel weiße Fallschirme zu sehen. Gleichzeitig griffen 300 Mann der 16. Division die Nordseite Buris an, wo sie sich verschanzten.

„At first it sounded like a swarm of bees in the distance. Then it became clear. No one could mistake the drone of a formation of troop carrier aircraft. Some one outside shouted "Transports!" "Japs!" "Paratroopers!" The division staff dashed out of the mess tent looking skyward. By now a dozen parachutes had opened above us and everyone began firing at them I even emptied two clips from my .45 at the nearest parachutists.“

„Zuerst klang es wie ein weit entfernter Schwarm Bienen. Dann wurde es uns klar. Niemand kann das Dröhnen einer Formation von Transportflugzeugen missdeuten. Draußen rief jemand "Transporter!" "Japaner" "Fallschirmjäger". Der Divisionsführungsstab kam aus dem Messezelt gerannt und blickte himmelwärts. Ein Dutzend Fallschirme war über uns und jeder begann auf sie zu schießen. Ich leerte sogar zwei Magazine meiner 45er auf den nächsten Fallschirmjäger.“

Einige der Fallschirmjäger wurden bei der Landung getötet, doch die Mehrzahl überlebte und machte sich unverzüglich an die Zerstörung der Piper L-4s. Treibstofftanks und Vorratslager gingen in Flammen auf. Die Japaner, die inzwischen auch erbeutete US-Waffen benutzten, forderten die 60 US-Soldaten auf dem Bayug-Flugfeld auf, sich zu ergeben, doch diese hatten sich am südlichen Ende verschanzt und hielten bis zum nächsten Morgen aus. Die Japaner hatten erwartet, mit dem Luftlandeangriff das Überraschungsmoment zu haben, doch die Tatsache, dass die Mehrzahl ihrer Gegner selbst Fallschirmjäger waren, neutralisierte diesen Effekt. Die Männer der 11th Airborne kannten die Schwächen und Stärken eines Luftlandeangriffs und lieferten den Japanern ein erbittertes Gefecht.
Am Abend des 6. Dezember waren nur 17 der 35 japanischen Transportflugzeuge zum Lipa-Flugfeld zurückgekehrt, die alle durch Flakfeuer beschädigt waren.

### 7.Dezember
Am 7. Dezember startete die japanische 2. Angriffswelle, musste jedoch wegen schlechten Wetters über Leyte wieder zurückfliegen. Von weiteren Angriffsversuchen wurde abgesehen, da die amerikanische 1st Cavalry und 77th Infantry Division inzwischen auf Ormoc vorgerückt waren. Nachdem Major Shirai die Hälfte seiner Männer verloren hatte, zog er sich von Buri zurück. Sein Ziel war, sich nach Bayug durchzuschlagen und zu den dort vorhandenen Fallschirmjägern zu stoßen.
Im Laufe des Tages trafen immer mehr amerikanische Verstärkungen ein, die alle auf den Flugfeldern verbliebenen japanischen Fallschirmjäger aufspürten und töteten.

### 8. bis 11.Dezember
Major Shirai hatte mit seinen Männern Bayug erreicht, fand dort aber keine japanischen Soldaten mehr vor. Danach kehrte er wieder nach Buri zurück in der Erwartung, dass die 2. Angriffswelle inzwischen eingetroffen sei. Als er auch diese nicht vorfand, schlug sich seine Truppe westwärts zu den eigenen Linien durch, bis sie auf Kräfte der japanischen 26. Division trafen.
Bis zum 11. Dezember hatten die US-Truppen auch die letzten versteckten japanischen Fallschirmjäger gefunden. Keiner von ihnen hatte sich ergeben.

## Verluste
Während der Unternehmen starben ca. 450 japanische Fallschirmjäger und eine nicht zu bestimmende Zahl japanischer Infanteristen der 16. Division. Die Amerikaner hatten nur geringe Verluste an Menschenleben zu verzeichnen. Insgesamt wurden 11 Piper-L-4-Kurierflugzeuge zerstört und einige Vorräte vernichtet. Beides konnte die US-Armee bereits wenige Tage später ersetzen. Insgesamt verlor die 16. Division während der Kämpfe auf Leyte von 18.608 eingesetzten Männern 18.028 an Toten, inklusive ihres Generals Shiro Makino. Die Verluste der 26. Division betrugen bei 13.778 eingesetzten Soldaten 13.158 an Toten, inklusive auch ihres Generals Yamagata Kurihana.

## Folgen
Der Effekt, den die Angriffe auf die Amerikaner hatten, war minimal. Trotz des schlechten Ergebnisses der eingesetzten Fallschirmjäger befahlen die Japaner bereits wenige Tage später den Absprung weiterer Einheiten über Ormoc – dort allerdings, um die Truppen vor Ort zu verstärken.